# Râul Corlat
Râul Corlat este un curs de apă, afluent al râului Olt. 

## Hărți
- Harta județului Covasna
- Harta Munții Bodoc-Baraolt  Arhivat în 29 ianuarie 2014, la Wayback Machine.